# Tengiz Szigua
Tengiz Szigua (Lenteki, 1934. november 9. – Tbiliszi, 2020. január 21.) grúz politikus, miniszterelnök (1992–1993).

## Életpályája
A szovjet időkben mérnökként dolgozott. A Szovjetunió széthullásakor kezdett politikával foglalkozni. 1992-ben lett Grúzia miniszterelnöke. 1993 augusztusában leváltották tisztségéről. 2020. január 21-én hunyt el, 85 éves korában.